# Сорин Савелій Абрамович

Сорин Савелій Абрамович (Савій Завель Ізраільович, 26 лютого, 1878, Російська імперія — 22 листопада, 1953, Сполучені Штати Америки) — художник, переважно портретист.

## Російський період
Народився у місті Полоцьк, тодішня Вітебська губернія, у єврейський родині. Первісне ім'я — Савій Завель Ізраільович, пізніше переробив на російськомовне Сорин Савелій Абрамович. Батько був кравцем. У віці 16 років покинув Полоцьк і мешкав у російських містах Орел та Тула. Згодом перебрався у місто Одеса.
Влаштувався на навчання у Одеську художню школу, де навчався у період 1896—1899 рр. (його вчитель — Костанді Киріак Костянтинович). Художню школу в Одесі закінчив з медаллю, що надавала право влаштування у Петербурзьку академію мистецтв без вступних іспитів. З 1899 року навчався у Вищому училищі живопису, скульптури і архітектури при Імператорській академії мистецтв спочатку у В.Є. Савинського та І.І. Творожникова, потім у класі Іллі Рєпіна.
1907 року за картину «Хвилина натхнення» отримав від Петербурзької Аакадемії звання художника і право на стажування за кордоном. 1908 року як персіонер художньої академії відвідав Нідерланди та Францію. Брав участь у виставках різних художніх товариств, серед котрих і Товариство «Світ мистецтва» у 1913, 1915, 1917 рр. До цього 1911 року його твори були показані на виставці у місті Турин, Італія.
В розбурханому 1918 р. перебрався у Крим, 1919 року перебував на Кавказі.

## Французький період
8 травня 1920 року відбув із міста Батум у еміграцію у Францію. Перебрався у Париж, де швидко здобув авторитет непоганого портретиста.Брав участь у паризьких художніх виставках (Осінній салон, салон Тюїльрі). У період 1920-1930 рр. мав декілька персональних виставок у Лондоні і у Парижі.
Відвідував із виставками Сполучені Штати, де виставки пройшли у містах Пітсбург, Чикаго, Вашингтон, Філадельфія, Нью-Йорк.

## Життя і праця у США
Як єврей мав небезпеку власному життю через загрозу від фашистів Німеччини, що захопили Париж і значну територію Франції. Знову вимушено емігрував у Сполучені Штати, де оселився і працював до власної смерті у 1953 році.

## Заповіт і картини
Художник залишив заповіт, згідно якого тридцять портретів його роботи мали бути передані музеям тодішнього СРСР. Заповіт чоловіка виконала його удова. Портрети майстра показали на виставках у Москві і у Ленінграді. За наказом Міністерства культури СРСР портрети роботи С. Сорина передані до збірок Москви, Одеси, Донецька.

## Перелік обраних творів
- «Письменник Максим Горький», 1902
- «Хвилина натхнення», 1907
- «Тамара Карсавіна у балеті «Сільфіда», 1910
- «Тамара Карсавіна», погруддя, 1915
- «Поет Анна Ахматова», 1914
- «Сергій Оболенський»,1917
- «Автопортрет», 1920
- «Джордж Баланчин»
- «Балерина Анна Павлова»
- «Філософ Лев Шестов»
- «Акторка Елеонора Дузе»
- «Акторка Кованько»

## Галерея обраних творів

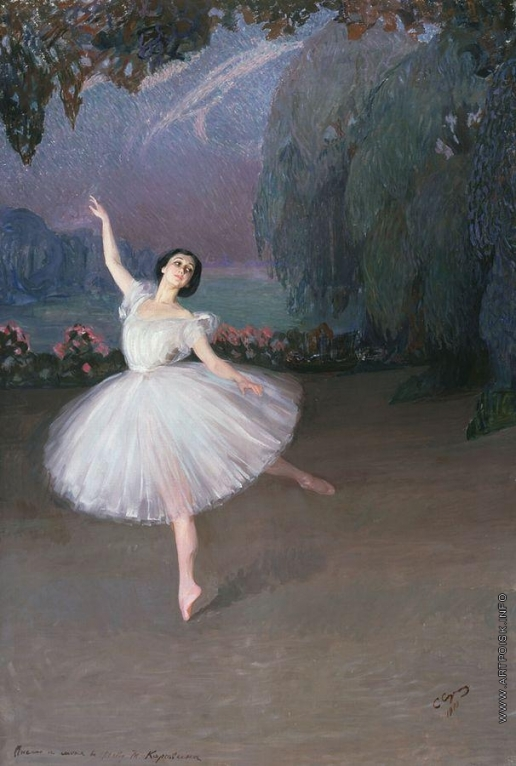
Сорин Савелій Абрамович. Тамара Карсавіна у балеті «Сільфіда», 1910 р.

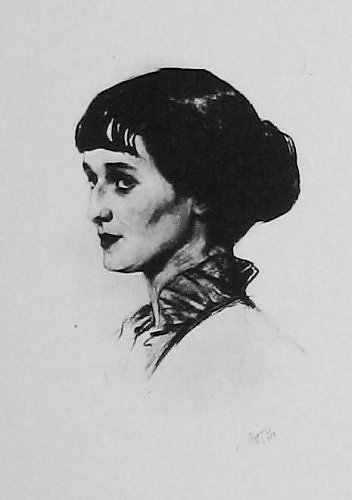
Сорин Савелій Абрамович. «Поет Анна Ахматова», бл. 1914 р.
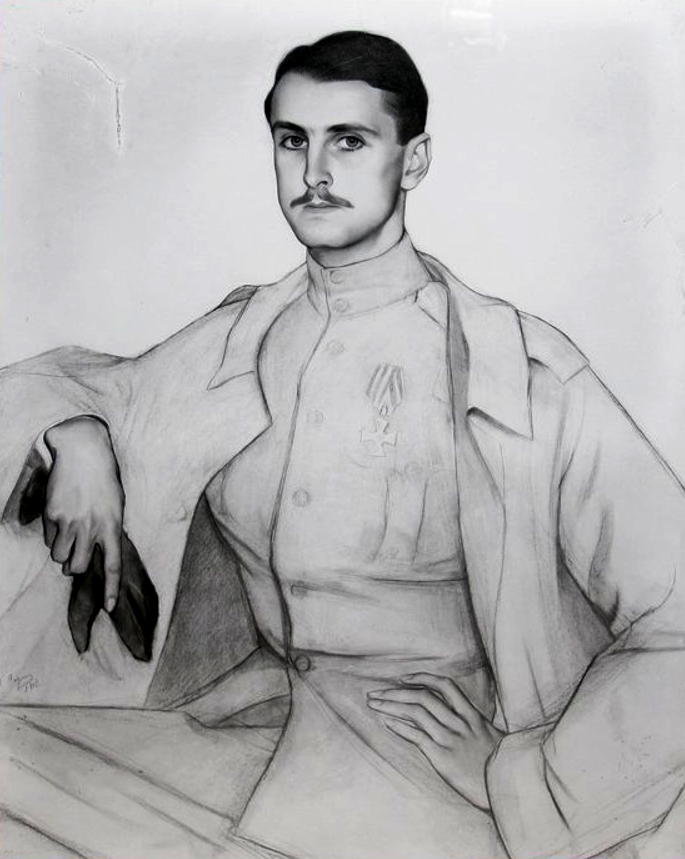
Сорин Савелій Абрамович. «Сергій Оболенський», 1917 р.
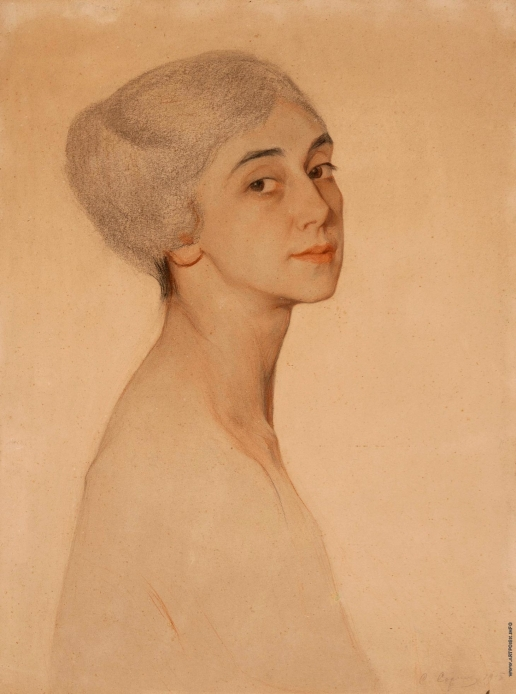
Сорин Савелій Абрамович. «Балерина Тамара Карсавіна», 1915 р.